# Małgorzata Hajewska-Krzysztofik

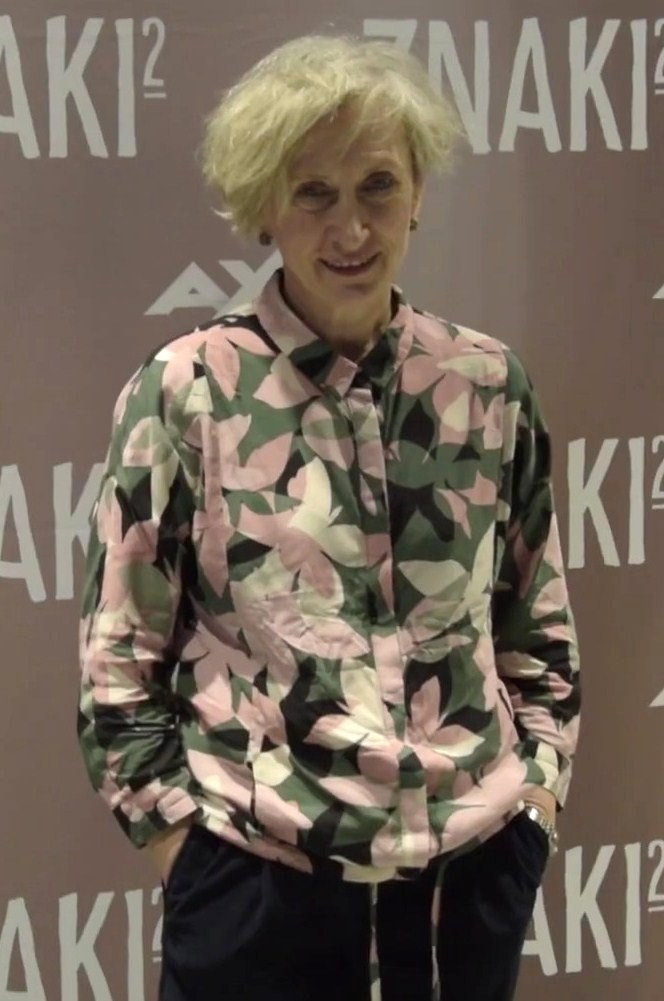
Małgorzata Hajewska-Krzysztofik im Jahr 2020

Małgorzata Hajewska-Krzysztofik (* 14. September 1965 in Sosnowiec, Polen) ist eine polnische Schauspielerin.

## Leben
Małgorzata Hajewska-Krzysztofik wurde 1965 in der Stadt Sosnowiec im Süden Polens geboren. Sie besuchte die Staatliche Theaterakademie in Krakau und erlangte später in der Stadt Ansehen als Theaterschauspielerin an verschiedenen Häusern. Hajewska-Krzysztofik spielte unter anderem im Ensemble des Stary-Theaters (von 1988 bis 2016) und des Nowy-Theaters (ab 2016). Hervorzuheben sind ihr Arbeiten in Inszenierungen von Krystian Lupa, der ihr Bühnentalent entdeckte, aber auch von Krzysztof Warlikowski und Grzegorz Jarzyna. Sie hatte Rollen in Werken von Rainer Maria Rilke, Fjodor Dostojewski oder Thomas Bernhard. Viele dieser Inszenierungen wurden auch im Ausland aufgeführt, sodass sie ihre Rollen auch in New York, Seoul, Dublin, Wien, Moskau, Paris und Taipeh spielen konnte.
Hajewska-Krzysztofiks schauspielerische Vielseitigkeit stellt sie auch in Film- und Fernsehproduktionen dar. Für ihre Rolle in dem Film 33 Szenen aus dem Leben wurde sie beim Polnischen Filmpreis in der Kategorie Beste Nebendarstellerin nominiert und beim Polnischen Filmfestival Gdynia als Beste Nebendarstellerin ausgezeichnet. Diese Auszeichnung erhielt sie für den Film Illusion später ein zweites Mal.
Ihre Tochter Martyna Krzysztofik ist ebenfalls Schauspielerin.

## Filmografie
- 1991: Śmierć dziecioroba
- 1994: Krähen (Wrony)
- 1994: Spis cudzoloznic
- 2000: Szczęśliwy człowiek
- 2008: 33 Szenen aus dem Leben (33 sceny z życia)
- 2015: Body (Ciało)
- 2019: Dunkel, fast Nacht (Ciemno, prawie noc)
- 2021: Prime Time
- 2022: Illusion
- 2022: Lieferung vor Weihnachten (Jeszcze przed swietami)
- 2023: Frau aus Freiheit (Kobieta z...)

## Auszeichnungen
- 2008: Polnisches Filmfestival Gdynia  – Beste Nebendarstellerin (in dem Film 33 Szenen aus dem Leben [33 sceny z życia])
- 2022: Polnisches Filmfestival Gdynia – Beste Nebendarstellerin (in dem Film Illusion)